# Maggie Elizabeth Jones
Maggie Elizabeth Jones (* 10. Oktober 2003 in Atlanta, Georgia) ist eine US-amerikanische Kinderdarstellerin.

## Leben und Karriere
Maggie Jones wurde in Atlanta, der Hauptstadt des US-Bundesstaates Georgia, geboren. Ihre ältere Schwester Mary-Charles und ihre jüngere Schwester sind beide als Schauspielerinnen tätig. Bereits im Alter von vier Jahren begann sie in lokalen, regionalen und nationalen Werbespots aufzutreten. Ihre ersten Rollen hatte sie 2010 und 2011 in Fernseh- und Kurzfilmen, darunter der Film The Party, wofür Jones bei den Young Artist Awards 2011 eine Nominierung in der Kategorie Beste Schauspielerin in einem Kurzfilm – zehn Jahre oder jünger erhielt.
Neben ihrer älteren Schwester war sie 2011 im Tanzfilm Footloose – der Neuverfilmung des gleichnamigen Films aus dem Jahr 1984 – als Amy Warnicker zu sehen. Es folgte im gleichen Jahr neben Matt Damon und Scarlett Johansson die Rolle als 7-jährige Rosie Mee im Filmdrama Wir kaufen einen Zoo. Zusammen mit Colin Ford porträtierte sie im Film die Kinder von Damons Figur, der, nach dem Tod seiner Frau und Mutter der beiden, fernab des gewohnten städtischen Umfelds einen abbruchreifen Zoo übernimmt. Für diese Rolle wurde sie bei den Young Artist Awards 2012 als Beste Schauspielerin in einem Spielfilm – zehn Jahre oder jünger nominiert. Ihre nächste Rolle hatte sie in der romantischen Komödie The First Time – Dein erstes Mal vergisst du nie! an der Seite von Britt Robertson und Dylan O’Brien als O’Briens jüngere Schwester Stella Hodgman. Mit der Hilfe von Aline Brosh McKenna, der Drehbuchautorin von Wir kaufen einen Zoo, wurde Dana Fox auf sie aufmerksam, die Jones gleich für ihre Fox-Sitcom Ben and Kate besetzte. In der kurzlebigen Serie übernahm sie in allen 16 produzierten Episoden die Rolle der Maddie Fox, der Tochter der Hauptfigur (Dakota Johnson).
2013 spielte sie zusammen mit ihrer älteren Schwester in der Filmkomödie Voll abgezockt die Töchter von Jason Bateman und Amanda Peet. In der CW-Science-Fiction-Serie Star-Crossed stellte sie in der Pilotfolge eine jüngere Version von Aimee Teegarden dar.

## Filmografie (Auswahl)
- 2010: Most Likely to Succeed (Fernsehfilm)
- 2010: The Party (Kurzfilm)
- 2011: Game Time: Tackling the Past (Fernsehfilm)
- 2011: Footloose
- 2011: Wir kaufen einen Zoo (We Bought a Zoo)
- 2012: The First Time – Dein erstes Mal vergisst du nie! (The First Time)
- 2012–2013: Ben and Kate (Fernsehserie, 16 Episoden)
- 2013: Voll abgezockt (Identity Thief)
- 2014: Star-Crossed (Fernsehserie, Episode 1x01)
- 2014: Junikäfer, flieg (Child of Grace)
- 2015: Away and Back – Der Weg der Schwäne (Away and Back, Fernsehfilm)
- 2015–2016: Code Black (Fernsehserie, Episoden 1x11–1x12)
- 2016: American Girl: Lea to the Rescue